# Laura Sivert
Laura Sivert, née le 27 mars 1997 à Dole, est une karatéka française.

## Carrière
Elle est médaillée d'or de kumite par équipe aux Championnats du monde de karaté 2018 avec Léa Avazeri, Leïla Heurtault et Andréa Brito.
Aux Championnats du monde de karaté 2021 à Dubaï, elle est médaillée d'argent de kumite par équipe avec Alizée Agier, Léa Avazeri et Jennifer Zameto ; l'équipe française s'incline en finale contre l'Égypte.
Elle est médaillée de bronze en kumite en moins de 61 kg ainsi qu'en kumite par équipes aux championnats d'Europe 2022 à Gaziantep.
Elle remporte la médaille de bronze en kumite dans la catégorie des moins de 61 kg lors des Championnats du monde de karaté 2023 à Budapest.